# Robert Merz
Robert Merz (Viena, 25 de novembro de 1887 – 30 de agosto de 1914) foi um futebolista austríaco que atuava como atacante.Merz começou a carreira no Wiener SV em 1904.foi para o DFC Prag em 1907. pela Seleção Austríaca de Futebol,jogou 13 vezes e marcou 5 gols entre 1908 e 1914. chegou a ser convocado para os Jogos Olímpicos de Verão de 1912,onde jogou dois jogos no torneio principal e dois no torneio de consolação.[carece de fontes?] Morreu em combate na Primeira Guerra Mundial, aos 26 anos.